# Christoph Kucklick

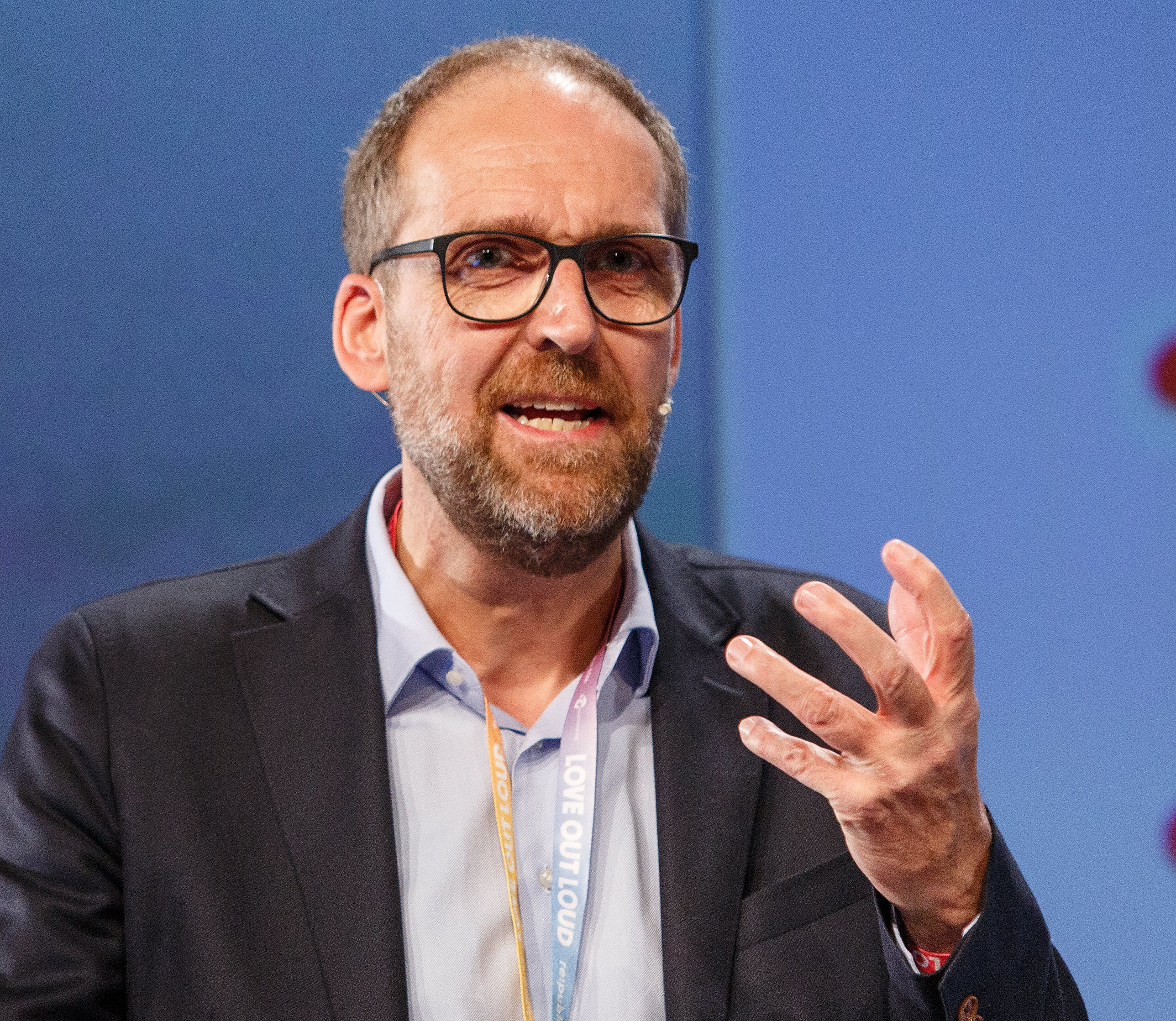
Christoph Kucklick (2017)

Christoph Kucklick (* 21. Oktober 1963 in Unna, Nordrhein-Westfalen) ist ein deutscher Soziologe, Journalist und Sachbuchautor. Kucklick war von 2014 bis 2019 Chefredakteur der Zeitschrift Geo. Seit Januar 2020 ist er Leiter der Henri-Nannen-Schule in Hamburg.

## Leben
In den Jahren 1987 bis 1992 studierte Christoph Kucklick Politikwissenschaften und Soziologie an der Universität Hamburg. Von September 1990 bis Juli 1991 studierte er als Stipendiat im Fulbright-Programm, Studienfach International Relations, an der School of International Service der American University in Washington, D.C. 2003/04 war Kucklick Fellow der European Journalism Fellowship an der FU Berlin und im Herbst 2009 im Rahmen der „Bertelsmann University“ an der Harvard Business School.
1985/86 absolvierte Kucklick ein Volontariat an der Henri-Nannen-Schule in Hamburg. Anschließend war er ein Jahr als Redakteur und Ressortleiter bei der Hamburger Morgenpost. In den Jahren von 1993 bis 1999 arbeitete er als freier Autor u. a. für Stern, GEO Special und Brigitte. Kucklick war auch Textchef bei der Zeitschrift Amica sowie Chef vom Dienst bei RTL II News. Von Mai 1999 bis September 2003 wirkte er als Reporter bei Geo.
Mit der Dissertation „Das unmoralische Geschlecht. Die Genese der modernen Männlichkeit aus einer negativen Andrologie“ wurde er 2006 an der Humboldt-Universität zu Berlin zum Doktor (Dr. phil.) promoviert; 2008 erschien die Arbeit unter dem Titel „Das unmoralische Geschlecht. Zur Genese der Negativen Andrologie“ in der edition suhrkamp. 2014 veröffentlichte er im Ullstein Verlag das Buch „Die granulare Gesellschaft. Wie das Digitale unsere Wirklichkeit auflöst“, das seither zweimal in die Bestenliste der „SZ/NDR-Sachbücher des Monats“ gewählt wurde.
In der Zeit von Oktober 2004 bis Januar 2008 war er Chefredakteur des Magazins Geo Saison. Am 1. Juli 2014 löste er Peter-Matthias Gaede als Chefredakteur von Geo ab. Diese Position behielt er bis Ende 2019.
Am 1. Januar 2020 übernahm Kucklick als Nachfolger von Andreas Wolfers die Leitung der Henri-Nannen-Schule in Hamburg.

## Positionen
In einem zusammen mit Stefan Niggemeier und Felix W. Zimmermann im Medienkritik-Magazin Übermedien veröffentlichten Artikel forderte Kucklick eine sorgfältigere Berichterstattung über das Treffen von Rechtsextremisten in Potsdam 2023 und kritisierte die Recherche von Correctiv unter anderem dafür, dass sie "interpretiert, statt zu dokumentieren". Laut Übermedien-Autor Andrej Reisin hält sich die Kritik an Detailfragen auf und verliert so den Blick auf das große Ganze, womit sie aktuelle Forschung zu Rechtsextremismus ignoriere.

## Auszeichnungen
- 2003: Hansel-Mieth-Preis
- 2004: Nominierung zum Egon-Erwin-Kisch-Preis
- 2012: Nominierung zum Henri-Nannen-Preis
- 2013: Nominierung zum Henri-Nannen-Preis
- 2014: Punkt-Journalistenpreis für Der vermessene Mensch (erschienen in GEO 08/2013)

## Bücher
- Feuersturm. Der Bombenkrieg gegen Deutschland. Ellert & Richter, Hamburg 2003, ISBN 3-8319-0134-1.
- Das Schweigen am Silberfluss – Südamerika. Abenteuer zwischen Anden und Atlantik. Gruner + Jahr, Hamburg 2003, ISBN 3-570-19417-5. (mit Christopher Pillitz, Foto)
- Das unmoralische Geschlecht. Zur Geburt der negativen Andrologie. Suhrkamp, Frankfurt am Main 2008, ISBN 978-3-518-12538-0. (Leseprobe) (Memento vom 2. April 2015 im Internet Archive)
- Die granulare Gesellschaft. Wie das Digitale unsere Wirklichkeit auflöst. Ullstein Verlag, Berlin 2014, ISBN 978-3-550-08076-0. (Leseprobe) (Memento vom 2. April 2015 im Internet Archive)